# Décès en 916
Décès
- 912
- 913
- 914
- 915
- 916
- 917
- 918
- 919
- 920

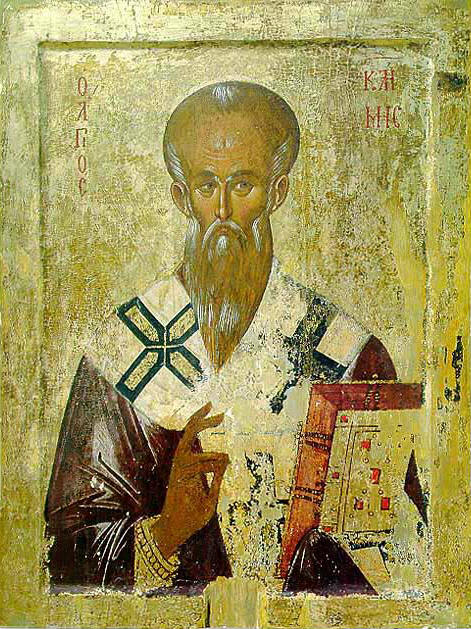
Clément d'Ohrid mort en 916.

Cette page dresse une liste de personnalités mortes au cours de l'année 916 :
- 25 mai : Flann Sinna, roi de Mide, il fait partie des hauts-rois d’Irlande.

- Anarawd ap Rhodri, roi de Gwynedd.
- Benció d'Empúries (it), comte d'Empúries.
- Mór ingen Cearbhaill (en), fille de Cerball mac Dúnlainge, roi d'Osraige.
- Clément d'Ohrid, saint, un moine et un écrivain de l'Empire bulgare, devenu évêque d'Ohrid.
- Ge Congzhou (en), général au service de Taizu.
- Tighearnach ua Cleirigh (en), roi d'Uí Fiachrach Aidhne.
- Ziyadat Allah III, émir d'Ifriqiya.

## Crédit d'auteurs
- Cet article est partiellement ou en totalité issu de l'article intitulé « 916 » (voir la liste des auteurs).